# Bjaroza
Bjaroza (belarusiska: Бяроза) är en stad i Belarus. Den ligger i länet Brests voblast i den västra delen av landet, 230 km sydväst om huvudstaden Mіnsk. Bjaroza ligger 150 meter över havet och antalet invånare är 29 408.

## Natur och klimat
Terrängen runt Bjaroza är mycket platt. Bjaroza är det största samhället i trakten. 
Omgivningarna runt Bjaroza är en mosaik av jordbruksmark och naturlig växtlighet. Runt Bjaroza är det ganska tätbefolkat, med 54 invånare per kvadratkilometer.  Trakten ingår i den hemiboreala klimatzonen. Årsmedeltemperaturen i trakten är 5 °C. Den varmaste månaden är juli, då medeltemperaturen är 20 °C, och den kallaste är februari, med −8 °C.